# Kornfeldkirche

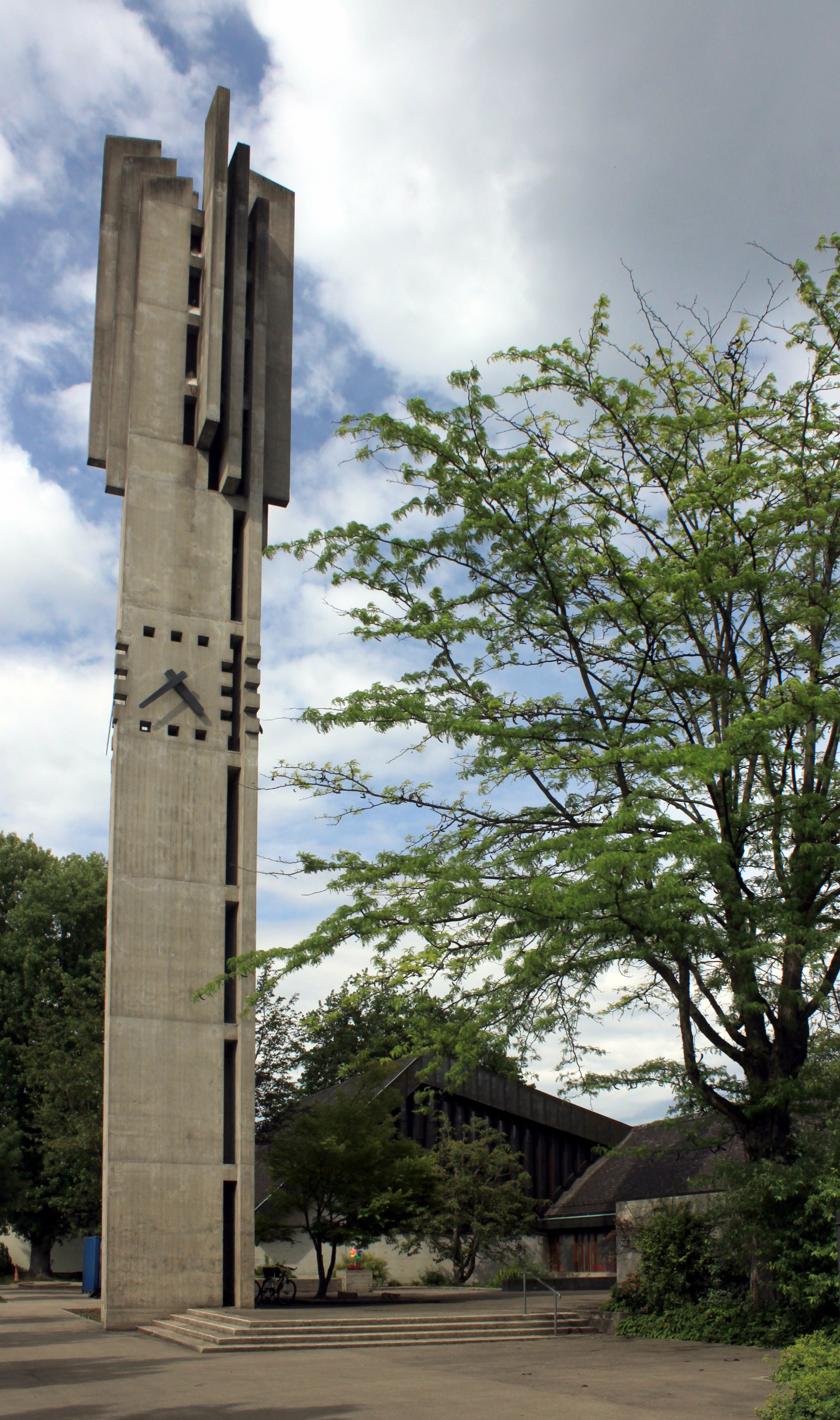
Kornfeldkirche Riehen mit Turm

Die Kornfeldkirche ist eine evangelisch-reformierte Kirche in der Schweizer Gemeinde Riehen im Kanton Basel-Stadt. Die Pläne wurden ab Ende Dezember 1958 vom Architekten Werner Max Moser unter Mitwirkung seines Mitarbeiters André M. Studer aus dem Architekturbüro Haefeli Moser Steiger in Zürich (eines der seinerzeit bedeutendsten Architekturbüros in der Schweiz) entworfen und mehrfach überarbeitet, die Ausführung erfolgte ab dem 4. April 1962, die Einweihung fand am 13. September 1964 statt. Die Baukosten beliefen sich inklusive Geläut, Turmuhr und Orgel auf rund 2'400'000 Schweizer Franken. 2003 wurde die Kornfeldkirche in das kantonale Inventar der schützenswerten Bauten aufgenommen.

## Architektur
Der schlanke, 36 m hoch aufragende Kirchturm aus Sichtbeton auf quadratischem Grundriss steht völlig frei auf einem Platz vor dem Hauptzugang der Kirche, fast direkt an der Kreuzung Vierjuchartenweg/Kornfeldstrasse. Im oberen Drittel trägt der Turm über dem quadratischen, durch Aussparungen im Beton gestalteten Zifferblatt der Turmuhr einen kronenartigen Aufbau aus auf jeder Seite mehreren, vertikal orientierten, parallel zueinander angeordneten, etwas aus der Wand vorkragenden und an der Oberkante abgeschrägten Betonlamellen. An jeder Seitenwand des Turms läuft ein senkrechter Spalt über die gesamte Turmhöhe durch den Beton. Diese starke vertikale Gliederung verleiht dem Turm insgesamt eine gewisse – beabsichtigte – Ähnlichkeit mit einem riesigen Getreidehalm samt Ähre. 
Der Hauptbau der Kirche und die Nebenbauten (Pfarrhaus, Gemeindesaal, Unterrichtszimmer und weitere Räume) liegen dahinter, auf leicht erhöhtem, durch wenige Treppenstufen erreichbaren Niveau. Sie sind in niedriger, gegeneinander versetzter Bauweise errichtet und in drei miteinander verbundene Teile aufgelockert gruppiert, um sich gut in das umgebende Wohngebiet einzufügen. Die Kirche und alle Nebengebäude werden von einem unsymmetrischen, gering geneigten, aber tief herabgezogenen Dach im Zeltstil bedeckt; die Dachschräge wird optisch verlängert durch mehrere bis zum Boden reichende Betonstreben, die wie dicke Spannschnüre wirken. Die zum Eingang zeigende sowie die ihr gegenüberliegende Giebelfassade sind im oberen Bereich verglast, davor ist eine senkrechte Holzverstrebung angebracht. Der Kirchenraum bietet Platz für rund 350 Personen. Hinter den Gebäuden befindet sich ein kleiner Gartenbereich.

### Architektursprache

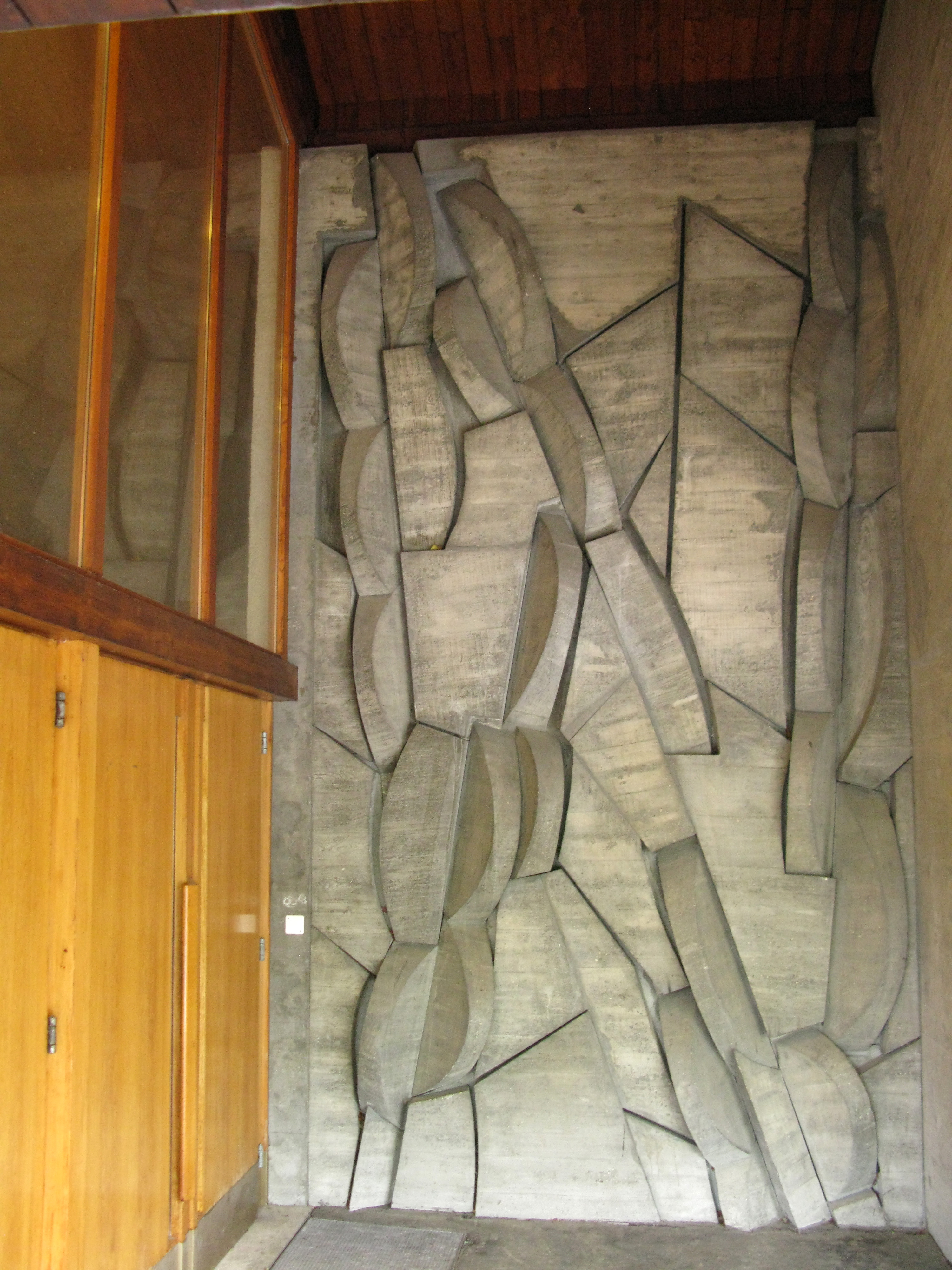
Ährenrelief im Eingang

Die Ährenform des Kirchturms erinnert, zusammen mit einem aus Beton angefertigten Ähren-Relief des Basler Bildhauers Johannes Burla rechts vom Kircheneingang und einem in die Zugangstreppen integrierten Betonpflanztrog mit etwas Getreide, an die ehemalige landwirtschaftliche Prägung dieses Teiles von Riehen und an das Kornfeld, das sich vor der Errichtung der Kirche auf dem Grundstück befand. Ähren sind zudem eines der wichtigsten christlichen Symbole. Sie stehen für das Brot (den «Leib Christi») im Abendmahl. Auch bekannte Bibelstellen weisen auf die tiefere Bedeutung des Getreidekornsymbols hin («Er wird die Spreu vom Weizen trennen und den Weizen in seine Scheune bringen; die Spreu aber wird er in ewigem Feuer verbrennen», «Ein Getreidekorn, das nicht in den Boden gesät wird, kann keine Frucht bringen, sondern bleibt ein einzelnes Korn. In der Erde aber keimt es und bringt neue Frucht, obwohl es selbst dabei stirbt»).
Sowohl die sich zur Umgebung öffnende gesamte Anlage als auch die Architektur und Ausstattung sollen nach der Intention des Architekten das Bild einer Kirche vermitteln, die sich als Ort von Gemeinschaft und Begegnung versteht. Die Kornfeldkirche ist nach den Worten Mosers kein Sakralbau im herkömmlichen Sinn, sondern eine «Wohnstube der Gläubigen». Daher ist die Gesamtanlage so konzipiert, dass nicht die Kirche in der Mitte liegt, sondern die drei miteinander verbundenen Gebäudeteile – links die Kirche, rechts das Pfarrhaus und der Gemeindesaal, in der Mitte ein Verbindungsbau, im Vordergrund der Kirchturm – sich hofbildend um den Vorplatz gruppieren. Vorbild hierfür war möglicherweise der Unity Temple von Frank Lloyd Wright in Oak Park bei Chicago.

## Ausstattung

### Geläut
Das Geläut besteht aus drei Glocken mit den Schlagtönen f', as' und b', die alle 1964 von der international renommierten französischen Glockengiesserei Paccard in Annecy gefertigt wurden. Die Glocken für die Kornfeldkirche sind die einzigen dieser Giesserei in der Deutschschweiz. Durch den weitgehend geschlossenen Turm aus Beton wird eine gute Akustik des Geläutes erzielt.

### Orgel
Die Orgel wurde 1964 von der Schweizer Orgelbau Th. Kuhn Aktiengesellschaft in Männedorf angefertigt. Sie wurde am 29. November 1964 eingeweiht. 1982 wurde ein Schwellkasten im Positiv eingebaut. Das 4′-Principalregister des Positivs befindet sich hierbei ausserhalb des Schwellkastens. Die Spieltraktur der Orgel erfolgt mechanisch, die Registertraktur elektropneumatisch. Die Windlade ist als Schleiflade ausgebildet. Die Orgeldisposition ist:
| I Hauptwerk C–g3 |       |
| Principal        | 8′    |
| Rohrflöte        | 8′    |
| Octave           | 4′    |
| Spitzflöte       | 4′    |
| Nachthorn        | 2′    |
| Sesquialtera II  | 2 ⁄3′ |
| Mixtur IV–V      | 2′    |
| Trompete         | 8′    |

| II Positiv C–g3 |       |
| Gedackt         | 8′    |
| Principal       | 4′    |
| Rohrflöte       | 4′    |
| Principal       | 2′    |
| Larigot         | 1 ⁄3′ |
| Scharf IV       | 1′    |
| Krummhorn       | 8′    |

| Pedal C–f1 |       |
| Subbass    | 16′   |
| Principal  | 8′    |
| Gedackt    | 8′    |
| Octave     | 4′    |
| Mixtur IV  | 2 ⁄3′ |
| Dulcian    | 16′   |

## Gemeindezugehörigkeit
Die Kornfeldkirche steht im Wohnquartier Kornfeld. Sie ist die Kirche des gleichnamigen Gemeindekreises – mit eigenem Pfarrer und Arbeitskreisen – in der insgesamt vier Gemeindekreise umfassenden Kirchgemeinde Riehen-Bettingen, welche sich mit dem Gebiet der beiden Basler Landgemeinden Riehen und Bettingen deckt.